# Gustav Assmann (Architekt)
Franz Gustav Assmann (* 18. November 1825 in Frankfurt (Oder); † 3. Juni 1895 in Kassel) war ein deutscher Architekt, Publizist und Baubeamter.

## Laufbahn
Gustav Assmann machte nach dem Abitur 1844 in Halle eine Feldmesserlehre und Militärdienst. Die Feldmesserprüfung absolvierte er 1846 in Danzig und war danach bis 1848 an der Ostbahn angestellt, studierte  bis zur Bauführerprüfung 1850 an der Berliner Bauakademie. Von 1850 bis 1853 arbeitete er wieder bei der Ostbahn und von 1853 bis 1857 am Neuen Museum in Berlin. Nach dem Baumeisterexamen 1857 folgte eine kurzzeitige Anstellung als Landbaumeister bei der Regierung in Danzig. 1858 wurde er zum Polizeipräsidium Berlin versetzt. In den Jahren 1858 bis 1862 war er Mitglied der Bebauungsplan-Kommission und zeitweise Stellvertreter Hobrechts. 1862 wurde er Bauinspektor. Von 1867 bis 1872 als Regierungs- und Baurat bei der Regierung in Liegnitz angestellt, kehrte er 1869 wieder nach Berlin zum Polizeipräsidium zurück. 
1872 wurde er auf eigenen Wunsch zur Regierung in Kassel versetzt, wo er u. a. am Bau von Justiz- und Regierungsgebäuden in Kassel, Universitätsbauten in Marburg und einer Pulverfabrik in Hanau mitwirkte. 1880 wurde er als Geheimer Baurat Leiter der Bauabteilung im Kriegsministerium. Vom 20. September 1880 bis zum 1. April 1889 war er Mitglied der Akademie des Bauwesens und wurde 1886 zum Geheimen Oberbaurat befördert. Nach seiner Pensionierung im Jahr 1888 kehrte er nach Kassel zurück. Er war Mitglied des Architektenvereins zu Berlin seit 1849, im Jahr 1857 und von 1861 bis 1866 als Vorsitzender. 1880 wurde er Vorstandsmitglied.
Gustav Assmann  veröffentlichte kunstwissenschaftliche Publikationen und trat vor allem durch sozialkritische Publikationen zum Wohnungsproblem in Berlin hervor.

## Publikationen (Auswahl)
- Grundrisse für städtische Wohngebäude. Ernst & Korn, Berlin 1862. Digitalisat der TH Nürnberg
- Ueber die Kanalisirung von Berlin: ein Vortrag gehalten im Architekten-Verein. Ernst & Korn, Berlin 1864. Digitalisat in Digitale Landesbibliothek Berlin